# Amtsgericht Rockenhausen
Das Amtsgericht Rockenhausen ist ein Gericht der ordentlichen Gerichtsbarkeit und eines von drei Amtsgerichten (AG) im Bezirk des Landgerichts Kaiserslautern.

## Gerichtssitz und -bezirk
Das Gericht hat seinen Sitz in Rockenhausen im Donnersbergkreis. Der Gerichtsbezirk umfasst den Donnersbergkreis mit etwa 77.000 Menschen.

## Geschichte
Das Amtsgericht Rockenhausen hat seine Ursprünge im Jahr 1789 als Friedensgericht im Département du Mont-Tonnerre. Das Gericht tagte zunächst im Gemeindehaus der Stadt. Erst im Jahr 1879 beschloss die Bürgerversammlung die Errichtung eines eigenen Gerichtsgebäudes für das nunmehrige Amtsgericht. Aufgrund von Schwierigkeiten beim Grunderwerb konnte allerdings erst 20 Jahre später mit dem Bau begonnen werden. Das heute noch genutzte Gerichtsgebäude in der Kreuznacher Straße 37 wurde schließlich im Jahr 1900 fertiggestellt. Es handelt sich hierbei um einen Sandsteinquaderbau, der heute unter Denkmalschutz steht.
Nach dem Zweiten Weltkrieg diente das Gerichtsgebäude kurzzeitig als Sitz der französischen Militärregierung. Aufgrund von Gerichtsstrukturreformen im Land Rheinland-Pfalz übernahm das Amtsgericht Rockenhausen zunächst im Jahr 1968 die Gebiete der aufgelösten Amtsgerichte Obermoschel und Winnweiler und schließlich im Jahr 1976 das ebenfalls aufgelöste Amtsgericht Kirchheimbolanden. Dieser Arbeitsbelastung war das Gerichtsgebäude auch nach Aufgabe der Dienstwohnung und der Speicher nicht gewachsen, sodass das Gebäude im Jahr 1989 durch einen Anbau erweitert werden musste. Dieser beherbergt seitdem das Grundbuchamt. Im Jahr 2003 fanden umfangreiche Renovierungsarbeiten am Gerichtsgebäude statt.

## Übergeordnete Gerichte
Dem Amtsgericht Rockenhausen ist das Landgericht Kaiserslautern unmittelbar übergeordnet. Zuständiges Oberlandesgericht ist das Pfälzische Oberlandesgericht Zweibrücken.